# Olapa melanocera
Olapa melanocera är en fjärilsart som beskrevs av George Francis Hampson 1909. Olapa melanocera ingår i släktet Olapa och familjen tofsspinnare. Inga underarter finns listade i Catalogue of Life.